# Cimicomorpha
Cimicomorpha (лат.) — инфраотряд полужесткокрылых из подотряда клопов. Насчитывает свыше 20 000 видов.

## Описание
Апоморфными признаками у представителей инфраотряда являются: отсутствие микроскопических щетинок на голове, трёхчлениковые лапки, отсутствие костального надлома на полунадкрыльях, видоизменение, редукция или полное исчезновение сперматеки, у самцов парамеры гениталий направлены назад.

## Экология
Клопы этого инфраотряда питаются преимущественно кровью теплокровных или соками растений. Некоторые виды являются переносчиками заболеваний, например Triatominae из семейства хищнецов. У клопо-кроужевниц известная забота о потомстве.

## Систематика
- Надсемейство: Cimicoidea
  - Семейство: Anthocoridae
  - Семейство: Cimicidae
  - Семейство: Polyctenidae
  - Семейство: Plokiophilidae
  - Семейство: Medocostidae
  - Семейство: Velocipedidae
  - Семейство: Nabidae
  - Семейство: †Vetanthocoridae
- Надсемейство: Miroidea
  - Семейство: Miridae
  - Семейство: Microphysidae
- Надсемейство: Tingoidea
  - Семейство: Ebboidae
  - Семейство: Tingidae
  - Семейство: Vianaididae
  - Семейство: †Ignotingidae
- Надсемейство: Thaumastocoroidea
  - Семейство: Thaumastocoridae
- Надсемейство: Reduvioidea
  - Семейство: Pachynomidae
  - Семейство: Reduviidae
  - Семейство: Phymatidae

## Палеонтология
Древнейшим представителем является вид Archetingis ladinica найденный в Швейцарии в отложениях среднего триаса (242,0—235,0 млн лет).